# Jacques Lebrun
Jacques Baptiste Lebrun (Parijs, 20 september 1910 - Neuilly-sur-Seine, 14 januari 1996) was een Frans zeiler.
Lebrun nam vijfmaal deel aan de Olympische Zomerspelen en behaalde tijdens zijn eerste deelname in 1932 zijn beste prestatie door de gouden medaille te winnen in de snowbird. Bij elke olympische deelname presteerde Lebrun minder dan bij de vorige deelname.

## Olympische Zomerspelen
| Jaar | Plaats      | Resultaten          |
| ---- | ----------- | ------------------- |
| 1932 | Los Angeles | snowbird            |
| 1936 | Berlijn     | 6e Olympiajol       |
| 1948 | Londen      | 9e stormvogel       |
| 1952 | Helsinki    | 11e finn            |
| 1960 | Rome        | 18e 5,5meter klasse |